# Памятник морякам Дунайской военной флотилии (Херсон)
Памятник морякам Дунайской военной флотилии — памятник, расположенный в Днепровском районе города Херсон, над береговым обрывом реки Днепр, по адресу 2-й Слободской переулок, дом 119.
Представляет собой установленный на пьедестале малый речной бронекатер БК-301 проекта 1125 на постаменте из бутового камня, по форме напоминающем волну. Длина монумента — 22,4 м, ширина — 3,54 м, высота — 12,3 м. Архитекторами выступили Ю.П. Тарасов и А.С. Семенчук.

## История
Дунайская военная флотилия была переброшена в Херсон из Николаева в связи с отходом советских войск для обеспечения переправы через Днепр. С 15 по 18 августа 1941 года суда флотилии совместно с частями 51-й стрелковой дивизии принимали участие в обороне Херсона, которая закончилась оккупацией города нацистскими захватчиками.
В боях были задействованы речной монитор «Ударный», 11 речных бронекатеров проекта 1125, а также штабной корабль «Буг» и канонерская лодка «Днестр». Несколько сотен бойцов героически обороняли город и принимали участие в ожесточённых боях. Противник располагал превосходящими силами. Против обороняющихся было брошено более 30 танков, однако защитники города смогли отразить свыше 15 вражеских атак. Войска были вынуждены оставить город, а штаб флотилии был переброшен в Скадовск.
Бронекатер проекта 1125 БК-301, установленный на постаменте, был потоплен вражеской полевой артиллерией 3 сентября 1941 года в низовьях Днепра, вблизи села Антоновка. В 1976 году судно было поднято со дна реки спортсменами-подводниками херсонского клуба ДОСААФ. Восстановление бронекатера проводилось на Херсонском судостроительном заводе. Памятник был установлен в 1980 году. На постаменте находится табличка, которая содержит надпись: «Морякам Дунайской военной флотилии, героически защищавшим город Херсон от фашистских захватчиков в августе 1941 года».

## Современность
По собственной инициативе неравнодушные херсонцы ремонтируют бронекатер. Также горожане проводят субботники вблизи памятника в преддверии Дня Победы.
В январе 2018 года получило итог расследование о превышении затрат бюджетных денег при ремонте памятника «Морякам Дунайской флотилии», который осуществлялся в 2016 году КП «Гарантия» и предпринимателем С.В. Бойко. Документально подтвердилось завышение стоимости фактически выполненных работ по капитальному ремонту постамента под бронекатер памятника на сумму 34,1 тыс. гривен.